# پنجاب وحشی وحشی
پنجاب وحشی وحشی (به انگلیسی: Wild Wild Punjab) فیلم هندی کمدی هندی زبان است که در سال ۲۰۲۴ به نمایش درآمد، کارگردان فیلم سیمارپریت سینگ است. در این فیلم که تهیه کنندگی آن را شرکت‌های تی-سریز فیلمز و لاو فیلمز بر عهده داشته‌اند، بازیگران اصلی وارون شارما، جسی گیل، سانی سینگ، منجوت سینگ، پاترالکا پل و ایشیتا راج شارما هستند. فیلم در ۱۰ ژوئیه ۲۰۲۴ از طریق نتفلیکس به نمایش درآمد.

## موسیقی
موسیقی متن توسط گورو رانداوا، لاو رانجان، بالی و ساوراب-ویبهاو ساخته شده است در حالی که موسیقی پس‌زمینه توسط سونیدهی چاوهان انجام شده است. متن ترانه توسط گورو رانداوا، هپی بینز، لاو رانجان، بالی، هارش تیاگی و ساوراب-ویبهاو نوشته شده است.
| فهرست آهنگ | فهرست آهنگ              | فهرست آهنگ                | فهرست آهنگ    | فهرست آهنگ   | فهرست آهنگ |
| شماره      | نام                     | سراینده                   | آهنگساز       | خواننده(ها)  | مدت        |
| ---------- | ----------------------- | ------------------------- | ------------- | ------------ | ---------- |
| ۱.         | «حُسن ایرانی»            | گورو رانداوا، هپی بینز    | گورو رانداوا  | گورو رانداوا | ۲:۵۹       |
| ۲.         | «دیگه به تو فکر نمی‌کنم» | لاو رانجان                | لاو رانجان    | آمیت گوپتا   | ۳:۳۳       |
| ۳.         | «کالسکه من اسب من»      | بالی                      | بالی          | بالی         | ۳:۱۲       |
| ۴.         | «Suttebaaz Haseena»     | هارش تیاگی، ساوراب-ویبهاو | ساوراب-ویبهاو | میکا سینگ    | ۳:۰۱       |
| مجموع مدت: | مجموع مدت:              | مجموع مدت:                | مجموع مدت:    | مجموع مدت:   | ۱۱:۲۵      |